# Diaixis tridentata
Diaixis tridentata is een eenoogkreeftjessoort uit de familie van de Diaixidae. De wetenschappelijke naam van de soort is voor het eerst geldig gepubliceerd in 1974 door Andronov.